# Панікарський Костянтин Іванович
Костянтин Іванович Панікарський (12 листопада 1935, село Ємчиха, тепер Миронівського району Київської області — 20 листопада 2002, місто Київ) — український радянський партійний діяч. Депутат Верховної Ради УРСР 10—11-го скликань. Член ЦК КПУ в 1981—1990 роках.

## Біографія
У 1943—1950 роках — учень Ємчиської семирічної школи Київської області.
З 1952 року — електрик Київського заводу «Більшовик». Потім служив у Радянській армії.
У 1958—1973 роках — робітник, заступник секретаря комітету ЛКСМУ, заступник начальника, начальник відділу, заступник секретаря партійного комітету Київського заводу «Арсенал» імені Леніна.
Освіта вища. Закінчив Київський автодорожній інститут.
Член КПРС з 1962 року.
У 1973—1974 роках — голова виконавчого комітету Печерської районної ради депутатів трудящих міста Києва.
У 1974—1980 роках — 1-й секретар Печерського районного комітету КПУ міста Києва. Закінчив Заочну Вищу партійну школу при ЦК КПРС.
У 1980—1988 роках — 1-й секретар Ленінського районного комітету КПУ міста Києва.
Потім працював на Київському заводі «Арсенал».
Тесть політика, двічі голови Верховної Ради Володимира Литвина

## Нагороди
- ордени
- медалі
- Почесна грамота Президії Верховної Ради Української РСР (11.11.1985)